# Біологічне очищення води
Біологічне очи́щення води́ — поширений на практиці метод очищення  стічних вод (господарсько-побутових і промислових). У його основі лежить процес біологічного окиснення органічних сполук та накопичення у живих організмах неорганічних сполук, що містяться в стічних водах. Біологічне окиснення стічних вод здійснюється біоценозом мікроорганізмів, що включає сукупність різних бактерій, найпростіших і низку більш високоорганізованих організмів (водоростей, грибів, вищих рослин та тварин тощо), пов'язаних між собою в єдиний комплекс складними відносинами (метабіозу, симбіозу і антагонізму). В основі біологічного методу очищення стічних вод лежать процеси самоочищення, які відбуваються у водних об'єктах (водотоках і водоймах) у природних умовах.

## Загальна характеристика
Ефективність процесів біологічного очищення стічних вод залежить від низки факторів, одні з яких можна регулювати в широких діапазонах, а інші, наприклад склад стічних вод, практично не піддаються регулюванню. 

Температура є одним з основних факторів, що забезпечує ефективність і високу продуктивність споруд біологічного очищення. Оптимальною температурою для аеробних процесів, що відбуваються в біологічних окиснювачах, є 20—30°С, при цьому біоценоз при інших сприятливих умовах повинен бути представлений різноманітними і добре розвиненими організмами. Слід зазначити, що для різних видів організмів, зокрема бактерій, оптимальні температурні режими варіюють у межах від 4 до 85°С. 

На розвиток організмів  впливає також активна реакція середовища (рН), адже значна частина живих істот найкраще розвивається у нейтральному або слабко лужному середовищі. Оптимальним для біологічного очищення вважається середовище з рН = 6,5—7,5. Відхилення рН за межі 6 і 8,5  зменшує швидкість окиснення внаслідок сповільнення обмінних процесів у клітині.
Таким чином, нормальний хід процесів біологічного очищення  стічних вод від органічних забруднювальних речовин повинен забезпечуватися певними умовами. Якщо ці умови не дотримуються, необхідно їх коригувати:
- змінювати температурний режим за рахунок підігріву чи охолодження стічних вод;
- здійснювати нейтралізацію стічних вод;
- при нестачі біогенних елементів у стічних водах слід додавати їх штучно у вигляді суперфосфату, аміачної води, амофосу тощо.

В аеробних  спорудах біологічного очищення повинна підтримуватися концентрація розчиненого кисню не менше 2 мг/л, інакше спостерігається зниження швидкості утилізації органічних сполук. Необхідна концентрація кисню в спорудах підтримується  подачею повітря або технічного кисню за допомогою аераційних систем і аераторів.
При роботі біологічних очисних споруд здійснюється постійний контроль за концентрацією токсичних компонентів, які не повинні перевищувати ГДК. У процесі біологічного очищення  подається така кількість стічних вод, що мають певну концентрацію органічних забруднювальних речовин, щоб не перевищувати величини добового навантаження цими забруднювальними речовинами у перерахунку на 1 м3 очисної споруди, на 1 г сухої біомаси або на 1 г беззольної частини біомаси. Практично всі органічні речовини можуть бути окиснені в аеробних умовах, хоча швидкість процесу їх окиснення варіюється в широкому діапазоні.
Біологічне очищення стічних вод називають повним, якщо БСК (біохімічне споживання кисню) очищеної стічної води становить менше 20 мг/л та неповним при БСК  - понад 20 мг/л.

## Очисні споруди
Для біологічного очищення стічних вод застосовуються природні і штучні споруди.

### Природні споруди
Природні споруди біологічного очищення стічних вод включають фільтраційні або ґрунтові споруди  та фіторемедитаційні споруди (очищення стічних вод за допомогою споруд з вищими рослинами). 

#### Фільтраційні споруди
Застосування цих споруд пов'язано з низкою обмежень, обумовлених витратою та складом стічних вод, санітарно-гігієнічними вимогами і способами утилізації. При ґрунтовому очищенні враховуються тип ґрунту, рельєф місцевості, рівень залягання ґрунтових вод, середньорічна кількість опадів, тривалість вегетаційного періоду тощо. Споруди ґрунтового очищення застосовуються в основному для очищення господарсько-побутових стічних вод і за продуктивністю поділяються на малі, середні і великі. Їхня пропускна здатність коливається від 1 м³ стічних вод на добу до 100 тис. м³/добу.
До малих споруд ґрунтового очищення відносяться:
- фільтрувальні колодязі;
- фільтрувальні траншеї з природним або штучним шаром ґрунту;
- піщано-гравійні фільтри.

До середніх споруд ґрунтового очищення відносяться:
- поля підземного зрошення;
- поля підземної фільтрації.

Найбільшими спорудами ґрунтового очищення є:
- землеробські поля зрошення;
- комунальні поля зрошення;
- поля наземної фільтрації.

У практиці застосовується кілька видів систем зрошення:
- суцільний залив;
- залив по борознах і смугах;
- дощування і підґрунтове зрошення.

Останній спосіб найбільш задовольняє епідеміологічним, санітарно-технічним, агроекономічним, естетичним та водогосподарським вимогам.
При застосуванні очисних споруд з полями зрошення і цілорічним прийомом стічних вод з сезонним регулюванням їх подачі, залив здійснюється тільки у вегетаційний період. В інші пори року стічні води надходять у ставки-накопичувачі місткістю, що дорівнює 6-місячній витраті стічних вод. Зрошення сільськогосподарських угідь біологічно очищеними стічними водами не виключає повністю можливості забруднення ґрунту і вирощуваних культур патогенними бактеріями і яйцями гельмінтів.

#### Фіторемедитаційні споруди
- Ботанічні майданчики
- Біологічні водойми

### Штучні споруди

#### Аеробні
- Біофільтри
- Аеротенки

### Анаеробні
- Метантенки
- Септики
- Станції повної біологічної очистки [Архівовано 2 грудня 2020 у Wayback Machine.]